# Chiesa di Sant'Antonio Abate (Vedeseta)
La chiesa di Sant'Antonio Abate è il principale luogo di culto cattolico della località di Vedeseta in provincia e diocesi di Bergamo; fa parte del vicariato di San Giovanni Bianco-Sottochiesa.

## Storia
La chiesa dedicata a sant'Antonio Abate fu edificata nel XVI secolo come risulta dalla sua erezione canonicamente a chiesa autonoma con il passaggio dall'antica chiesa di San Bartolomeo Apostolo, che ricopriva il ruolo di parrocchiale, il 19 ottobre 1566 con decreto dell'arcivescovo di Milano san Carlo Borromeo durante la sua visita pastorale, con atto rogato dal notaio della curia milanese Giovanni Pietro Scotti. Dall'atto si evince che la comunità manteneva il diritto di nomina del parroco. La chiesa faceva parte dell'arcidiocesi milanese e nel vicario foraneo della Val Averara.
Molte volte la chiesa ricevette la visita degli arcivescovi di Milano, e nel 1754 dall'arcivescovo Giuseppe Pozzobonelli. Negli atti della pieve di Valsassina, si deduce che vi erano le confraternite del Santissimo Sacramento e della Madonna del Rosario che reggevano gli altari della parrocchiale mentre la confraternita dei Morti quella del santuario di San Bartolomeo, che ne era sussidiario come gli oratori posti in prossimità dei Santi Giovanni Battista e Caterina, di Sant'Ambrogio e di Santa Maria della Neve della località di Avolasio e Beata Vergine Annunziata e di San Vincenzo nella località detta Lavina.
La torre campanaria fu eretta nel 1585 con copertura della cupola in rame, solo nel 1751 fu completata con la posa dell'orologio con il sistema orario all'italiana che contava le ventiquattro ore dall'Ave Maria della sera.
Con la nuova definizione dei confini diocesani tra la diocesi milanese e quella di Bergamo imposti dall'imperatore Giuseppe II d'Asburgo-Lorena la chiesa con tutte le parrocchiali della valle di Averara, Valtorta e Val Taleggio: Il passaggio richiese un triennio dal 1784 al 1787. Le autorità civili nel 1784 ne autorizzarono il passaggio, toccò poi alla Sacra Congregazione Concistoriale. Il 13 novembre 1786 papa Pio VI ne confermò l'autorizzazione con la bolla pontificia e nel 1784 la pratica fu ufficializzata dalle autorità vescovili di Milano e Bergamo.
La chiesa non risultava più rispondere alle esigenze dei fedeli e alla fine del Settecento si decise la sua ricostruzione con la posa della prima pietra nel giugno del 1794. La nuova chiesa aperta ai fedeli nel 1893 anche se risulta non fosse stata ancora ultimata per problemi economici, e nel 1809 fu rimossa la copertura di rame dell'antico campanile per poter recuperare nuovi fondi sostituendolo con tegole in ardesia. Nel 1910 l'antica chiesa fu definitivamente distrutta, con il recupero degli arredi da collocare nel nuovo edificio che per tutto il XIX secolo fu oggetto di lavori di finiture e decorazioni. L'arcivescovo Andrea Carlo Ferrari il 22 giugno 1896 consacrò il nuovo edificio finalmente ultimato, intitolandolo a sant'Antonio Abate. Il prelato ordinò che fosse modificata la pavimentazione in mattonelle. L'arcivescovo tornò a visitare la chiesa il 14 luglio 1904, e dalla relazione si evince che l'antica statua della Madonna vestita non rispondeva più alle nuove disposizioni liturgiche e di sostituirla con un nuovo acquisto. L'antico campanile del 1585 fu distrutto e sostituito con una nuova torre nel 1912.
Con il decreto vescovile del 27 maggio 1979 del vescovo Giulio Oggioni, la parrocchiale fu inserita nel vicariato locale di San Giovanni Bianco-Sottochiesa.

## Descrizione

### Esterno
L'edificio di culto con abside rivolta a sud è anticipato dal sagrato con pavimentazione in asfalto adibito a parcheggio. La facciata si presenta non terminata nella parte superiore e divisa da quattro ampie lesene in pietra di Berbenno anticipate dall'alta zoccolatura che percorre tutta la parete. Il portale posto nella parte centrale ha contorno in pietra molto semplice e ha sulla parte superiore un altorilievo e un'apertura rettangolare atta a illuminare l'aula.

### Interno
L'interno è a pianta ellittica con la grande cupola a copertura. L'organo a canne con la cantoria è posto sulla controfacciata. Lesene poggianti sul basamento in marmo verde serpentino e coronate da capitelli corinzi ritmano le pareti dell'aula dove vi sono a sinistra il fonte battesimale, la zona penitenziale con i confessionali, la cappella dedicata al titolare la chiesa con il grande dipinto raffigurante san Sebastiano e l'ingresso al campanile. La parte destra presenta l'accesso alla sagrestia e il pulpito e la cappella intitolata alla Madonna del Santo Rosario.
La zona del presbiterio a pianta rettangolare è rialzata da due gradini e delimitata da una balaustra marmorea. La parte termina con il coro absidato coperto da catino.